# Кроси домашніх курей
Кроси курей (від англ. cross: «схрещування») — гібриди порід і ліній свійської птиці (як правило, це кури яєчних або м'ясних напрямків), які отримують в рамках суворо прописаних, іноді досить складних правил, зазвичай в промислових умовах під наглядом зоотехніків. Процес отримання гібрида називається гібридизація.

## Технологія
При отриманні гібридів півнів певної породи або популяції (лінії) схрещують з курми іншої породи або лінії. Іноді отримані гібриди схрещуються повторно з іншою породою або гібридом, утворюючи так званий складний гібрид. Гібридизація може поєднуватися з підливом крові. Від звичайного міжпородного схрещування гібрид відрізняє утилітарний підхід зоотехніків до отриманого поколінню кінцевого гібриду, так як ефект від гібридизації найбільш яскраво проявляється саме в першому поколінні. Після реалізації яйценосного потенціалу гібриди реалізуються на м'ясо; а представники м'ясних гібридів (бройлерні гібриди) забиваються після досягнення потрібної маси. Гібриди  є результатом постійних експериментів по поліпшенню показників батьківського поголів'я. При отриманні гібридів зоотехніки намагаються отримати максимальний ефект від гібридизації, оскільки гібриди (як міжвидові, так і міжпородні) більш життєздатні, ніж їх однопорідні батьків, які через розведення «в собі» можуть втратити продуктивність в результаті гібридизації . Іноді попутною метою створення гібриду є  сортування курчат по статті  . , оскільки роздільне вирощування курей і півнів збільшує продуктивність і тих, і інших. Стать курчат  можна ідентифікувати за спеціально створеними зовнішніми ознаками, які не виражені у батьківських порід. При створенні статевих гібридів часто використовуються птахи породи каліфорнійська сіра.

### Яєчні гібриди
Більшість яєчних гібридів отримують за участю породи леггорна білого. Відомими гібридами за участю леггорнів є ізобраун, ломан-браун, тетра-СЛ, хайн-лайн.
У промисловому яєчному птахівництві гібриди курей також поділяються за кольором яєчної шкаралупи на білі і коричневі. Для отримання останніх білих леггорнів схрещують з породами нью-гемпшир і родайланд. Птахів породи чорний австралорп також часто використовують для створення ліній і гібридів з забарвленою шкаралупою яєць. Гібриди з забарвленою шкаралупою яєць традиційно поширені в Англії, Франції, Італії, США та Японії, а також в Скандинавських країнах. Цікавим є той факт, що гібриди мають кращу схоронність молодняку і дорослої птиці, стійкіші до виробничих стресів, відрізняються вищою продуктивністю, мають спокійнішу вдачу, дають більше можливостей сортування по статті, а також користуються підвищеним споживчим попитом.